# Sergio Puglia
Sergio Daniel Puglia Silva (28 de enero de 1950) es un empresario, cocinero y presentador uruguayo.

## Biografía
Estudió en la Universidad de Salzburgo (Austria) donde cursó un máster en hotelería y gastronomía. Ha trabajado desde los años setenta tanto en Argentina como en Uruguay.
Como empresario gastronómico, manejó el restaurante Luciano Federico, propiedad de Juan Carlos López Mena. Trabajó para Buquebus como director gastronómico hasta 1993 y tuvo su propio restaurante llamado Puglia Restaurante. Fue además profesor de la carrera de Gastronomía del ITHU (Instituto Técnico Hotelero del Uruguay), del cual es uno de los directores y fundadores.
Fue productor y columnista en varios medios de comunicación. Su primer programa fue El Club de la Buena Vida en Canal 5. Conductor televisivo del programa «Puglia invita» que durante más de 25 años ha entrevistado a personas de ámbitos variados, primero en Canal 5 y, luego, en Canal 10, donde también ha conducido otros ciclos: TVEO a Diario, La Noche, Malas compañías, Puglia & Compañía, Con mucho gusto, En su salsa.
Además ha sido conductor del programa radial Al pan pan en Radio Sarandí junto a Jaime Clara.
En enero de 2016, luego de 14 años de estar en pareja con Horacio Correa, anunció su casamiento. Fueron testigos de la unión: Susana Rinaldi, Alicia Esquiera, Graciela Caffera y Nacho Cardozo, a la fiesta asistió Susana Giménez.
En 2017 integró el jurado de MasterChef Uruguay, emitido por el Canal 10.
Desde 2019, participa en el programa uruguayo Polémica en el bar.
Puglia es de ascendencia italiana y declaró que ese hecho influenció su interés por la cocina. Por su trabajo para fortalecer el vínculo cultural con Italia, en 2021 la embajada italiana de Montevideo le otorgó el título de Oficial de la Orden de la Estrella de la Solidaridad Italiana. En 2022, fue vocero de la Red de Cocina Italiana en Uruguay, una organización creada para promover la cultura culinaria italiana y los productos Made in Italy.

## Comunicación
| Televisión - El Club de la Buena Vida. - Puglia Invita. - TVEO a Diario. - La Noche. - Malas compañías. | - Puglia & Compañía. - Con mucho gusto. - En su salsa. - 2017 - presente, MasterChef Uruguay - 2020 - presente, Polémica en el bar | Radio - Al pan, pan. |

## Premios
- Premio Legión del Libro.
- 2016, Premio Iris.[20]

"Las presentaciones que hago de mis invitados no son solamente para ensalzarlos, sino para que el protagonista que tengo ahí sepa que yo sé quién es."
 Sergio Puglia.